# Monument fasciste de Gorgora
Le monument fasciste de Gorgora, connu localement sous le nom de stèle de Mussolini, est un mémorial construit sur une colline dominant la ville de Gorgora, sur la rive nord du lac Tana, après les combats ayant permis à l'Italie fasciste de s'emparer de la région en mars-avril 1936.

## Description

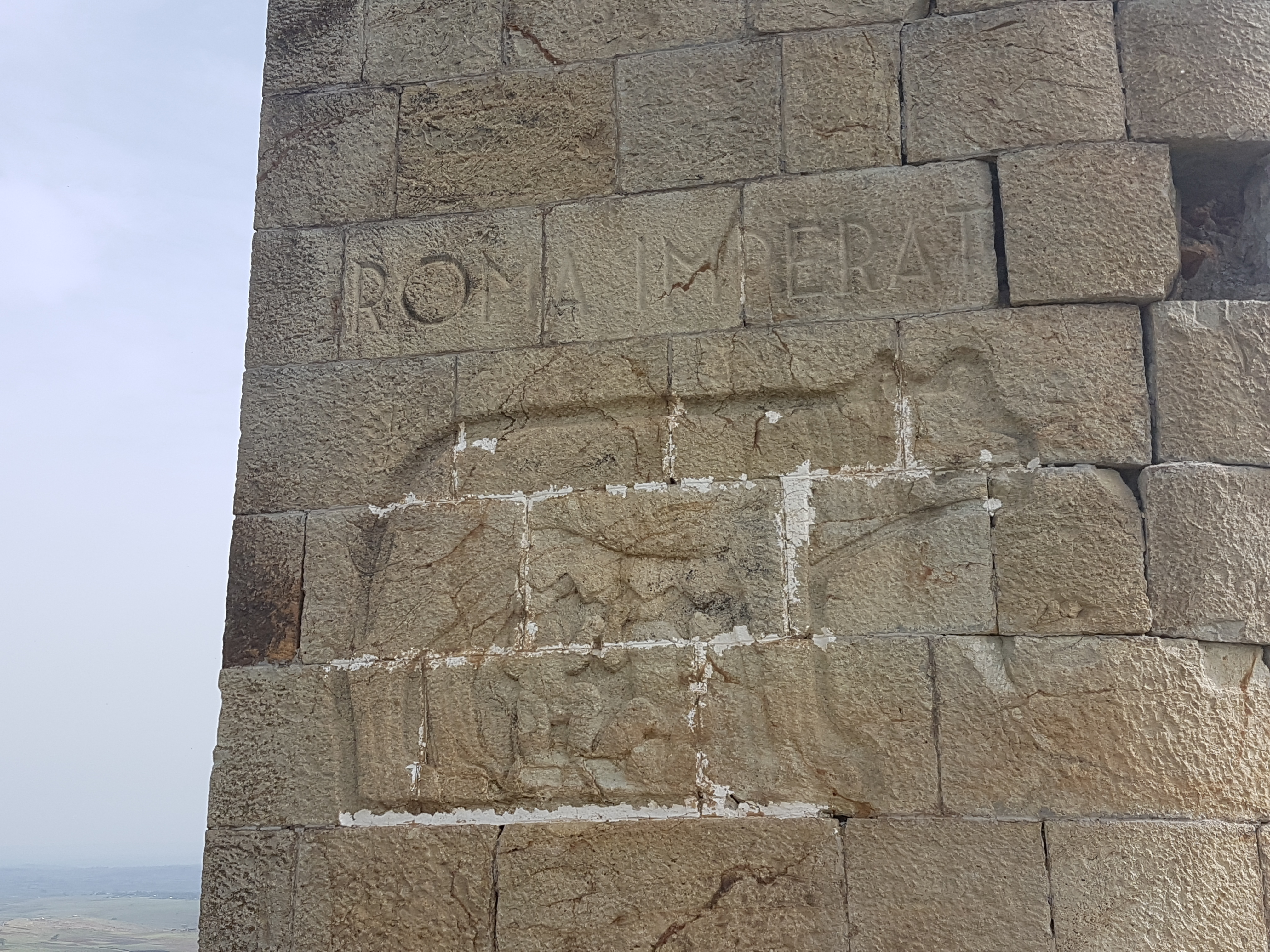
La louve capitoline avec l'inscription « ROMA IMPERAT ».

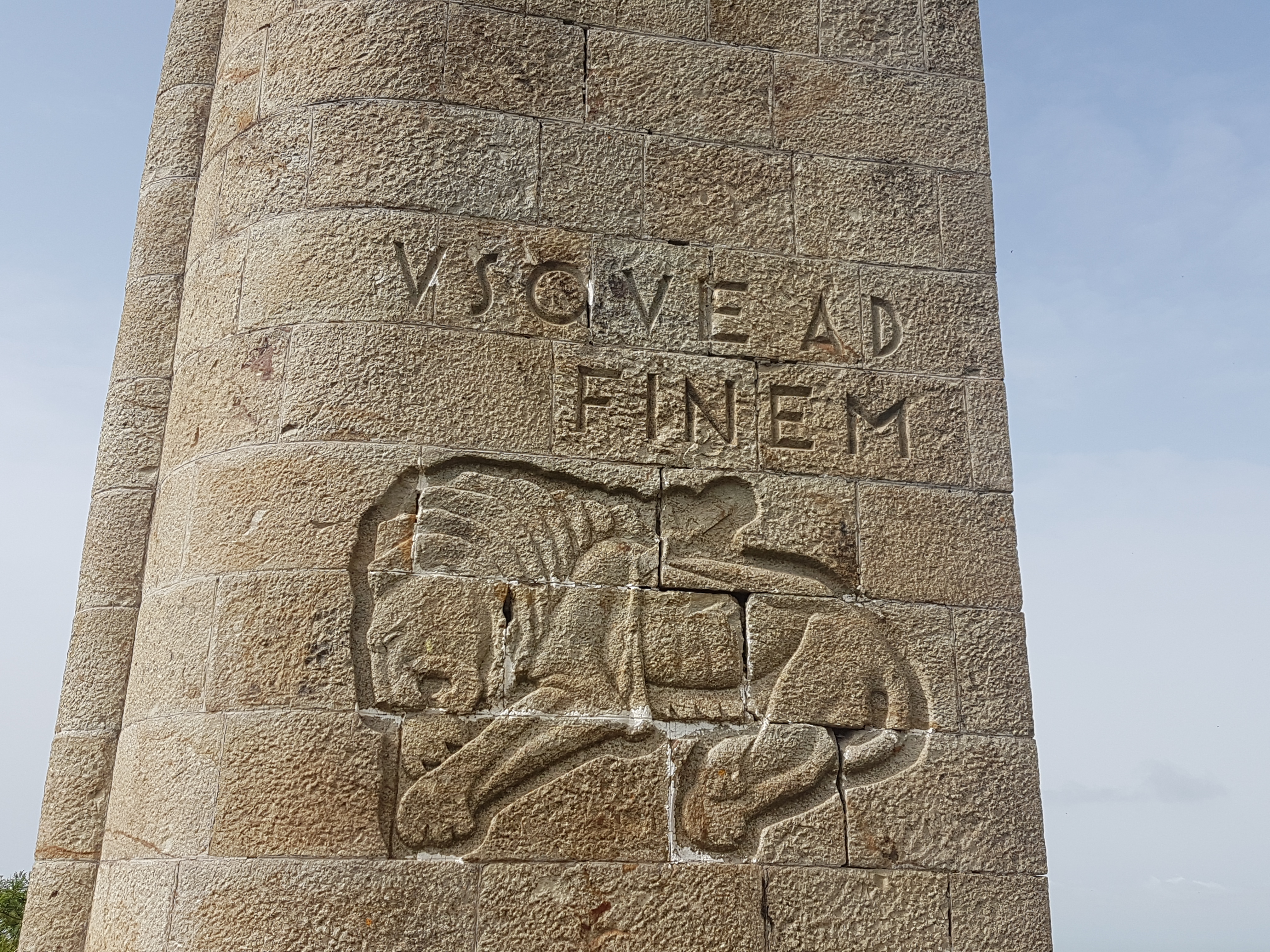
Le lion avec l'inscription « USQUE AD FINEM ».

L'édifice mesure environ huit mètres de hauteur. Il porte sur sa base, du côté est, l'inscription « 12 APRILE XIV COLONNA STARACE 12 APRILE XVI » (ce qui paraît indiquer, dans le calendrier fasciste, que le monument a été inauguré le 12 avril 1938, en commémoration des combats menés deux ans plus tôt par la colonne Starace), du côté sud, la louve capitoline et l'inscription « ROMA IMPERAT » (« Rome commande... ») et du côté nord, un lion et l'inscription « USQUE AD FINEM » (« ... jusqu'aux extrémités de la terre »). 